# Форні-ді-Сотто
Форні-ді-Сотто (італ. Forni di Sotto) — муніципалітет в Італії, у регіоні Фріулі-Венеція-Джулія,  провінція Удіне.
Форні-ді-Сотто розташоване на відстані близько 510 км на північ від Рима, 125 км на північний захід від Трієста, 60 км на північний захід від Удіне.
Населення — 609 осіб (2014).

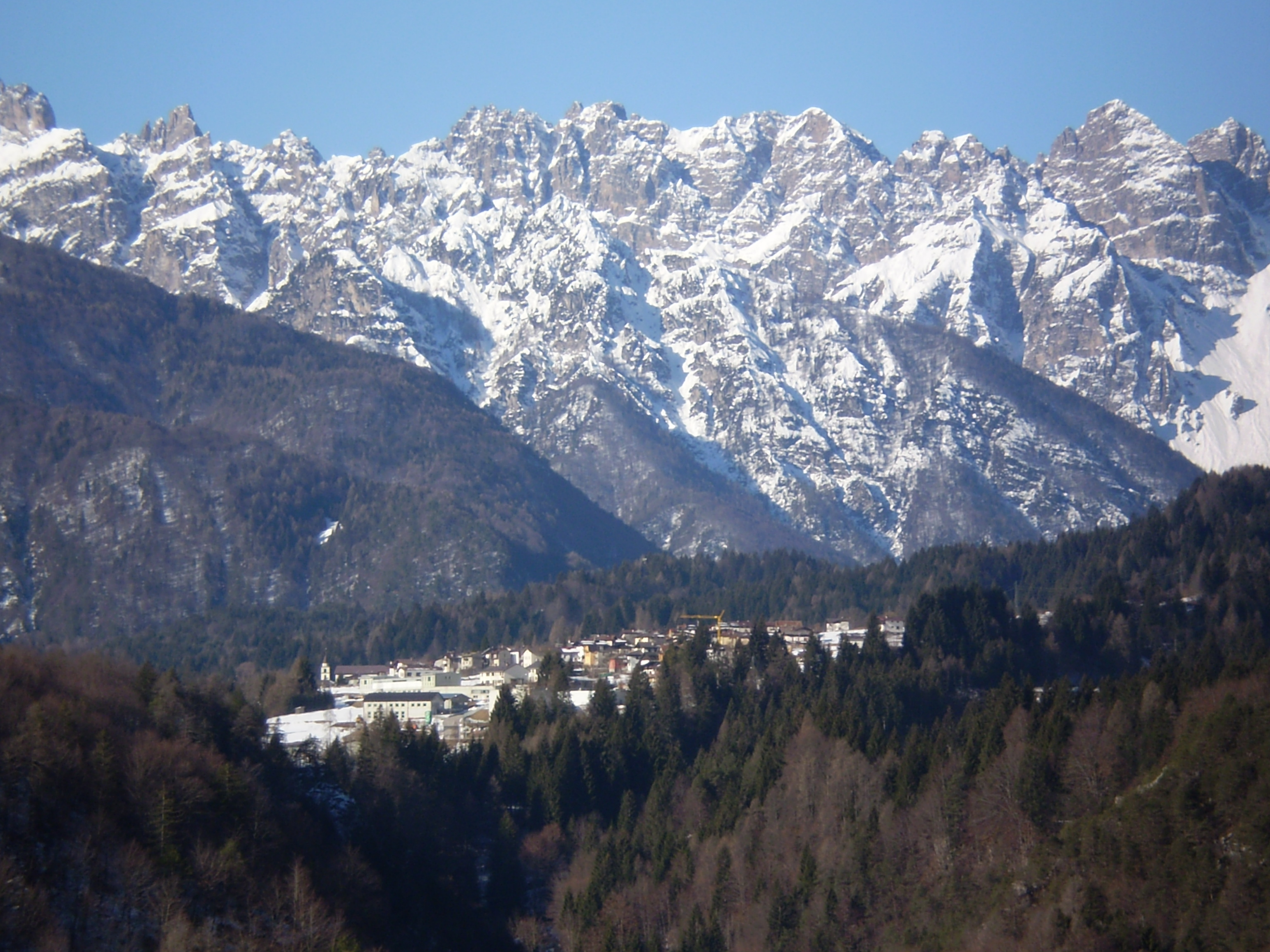

Щорічний фестиваль відбувається 7 жовтня. Покровитель — Madonna del Rosario.

## Демографія
Населення за роками:

Станом на 1 січня 2023 року в муніципалітеті офіційно проживало 37 іноземців з 9 країн, серед них 16 громадян країн Євросоюзу та 1 громадянин України.

## Сусідні муніципалітети
- Ампеццо
- Клаут
- Форні-ді-Сопра
- Саурис
- Сокк'єве
- Трамонті-ді-Сопра